# پویانمایی در ایران
پویانمایی ایران از اواخر دههٔ پنجاه میلادی وارد عرصه شد. نخستین تلاش‌ها برای ساخت پویانمایی در ایران توسط اشخاصی مانند اسفندیار احمدیه، جعفر تجارتچی، پرویز اصانلو، نصرت‌الله کریمی، پطروس پالیان و اسدالله کفافی در بین سال‌های ۱۳۳۵ تا ۱۳۴۰ خورشیدی و در ادارهٔ کل فرهنگ و هنرهای زیبای تهران صورت گرفت. نخستین فیلم کوتاه پویانمایی نیز توسط اسفندیار احمدیه با عنوان ملانصرالدین در سال ۱۳۳۶ خورشیدی (۱۹۵۷ میلادی)، با امکانات بسیار محدودی ساخته شد. صنعت انیمیشن ایران در یک دهه اخیر هم از نظر کیفی و هم از نظر کمی رشد چشمگیری داشته است .گردش مالی صنعت انیمیشن ایران در سال ۱۴۰۳ بالغ بر ۹۵ میلیارد تومان بوده است و موفق به جذب بیش ۲ میلیون مخاطب شده است.
در حال حاضر بزرگ‌ترین سفارش دهنده انیمیشن در ایران مرکز پویانمایی صبا (وابسته به صدا و سیما) است که سالانه هزاران دقیقه انیمیشن از تهیه‌کنندگان خریداری می‌کند.

## انیمیشن های بلند (سینمایی)
سینمای انیمیشن ایران پدیده‌ای نوظهور محسوب می‌شود که تاکنون شاهد اکران انیمیشن های زیادی بوده است.در ابتدا دهه هشتاد شمسی نخستین انیمیشن های بلند (سینمایی) به نمایش درآمد. در ابتدا بیشتر این انیمیشن ها دو بعدی بودند. اما با گذشت زمان و پیشرفت فناوری، انیمیشن ها سه بعدی شدند. در دهه نود که دوره پیشرفت صنعت انیمشن ایران بود ، انیمیشن ها هم از نظر کیفی رشد کردند و هم کمی.  در سال های اخیر پیشرفت در این صنعت بشدت چشمگیر بوده، به طوری که تعداد قابل توجهی از انیمیشن های ایرانی در کشور های دیگر مانند عراق، ترکیه ،روسیه، چین، انگلستان، فرانسه، استرالیا، کانادا ، عربستان سعودی،... اکران شده اند. علاوه بر اون فرهنگ انیمیشن در کشور ما ، و در سال های اخیر ایجاد شده است به طوری که اگر انیمیشنی در سال ۱۳۹۰ اکران میشد ، استقبال زیادی ازش نمیشد. دلیل آن هم نا آشنایی مردم و کیفیت پایین انیمیشن های ایرانی بود. اما در سالیان اخیر مخصوص در چهار پنج سال اخیر بشدت بر کیفیت آنها افزوده شده است. به طور مثال کیفیت انیمیشن بچه زرنگ با انیمیشن امین و اکوان قابل مقایسه نیست. 
| رتبه | نام فیلم         | شرکت سازنده | سال ساخت    |
| ---- | ---------------- | ----------- | ----------- |
| ۱    | پسردلفینی۲       |             | ۱۴۰۴        |
| ۲    | رویاشهر          |             | ۱۴۰۴        |
| ۳    | ببعی قهرمان      |             | ۱۴۰۳        |
| ۴    | شنگول منگول      |             | ۱۴۰۳        |
| ۵    | ساعت جادویی      |             | ۱۴۰۲        |
| ۶    | بچه زرنگ         |             | ۱۴۰۲        |
| ۷    | مسافری از گانورا |             | ۱۴۰۲        |
| ۸    | پسر دلفینی       |             | ۱۴۰۱        |
| ۹    | لوپتو            |             | ۱۴۰۱        |
| ۱۰   | بنیامین          |             | ۱۳۹۸        |
| ۱۱   | آخرین داستان     |             | ۱۳۹۸        |
| ۱۲   | فیلشاه           |             | ۱۳۹۴ _۱۳۹۷  |
| ۱۳   | امین و اکوان     |             | ۱۳۹۷        |
| ۱۴   | در مسیر باران    |             | ۱۳۹۷        |
| ۱۵   | فهرست مقدس       |             | ۱۳۹۶        |
| ۱۶   | راز سیاوش        |             | ۱۳۹۶        |
| ۱۷   | کلیله و دمنه     |             | ۱۳۹۶        |
| ۱۸   | نبرد خلیج فارس۲  |             | ۱۳۹۵        |
| ۱۹   | ناسور            |             | ۱۳۹۵        |
| ۲۰   | شاهزاده روم      |             | ۱۳۹۴        |
| ۲۱   | رستم و سهراب     |             | ۱۳۹۳        |
| ۲۲   | تهران ۱۵۰۰       |             | ۱۳۹۳        |
| ۲۳   | افسانه گل نور    |             | ۱۳۸۹        |
| ۲۴   | جمشید و خورشید   |             | ۱۳۸۴ _ ۱۳۸۷ |
| ۲۵   | هفت رنگ          |             | ۱۳۸۴        |
| ۲۶   | خورشید مصر       |             | ۱۳۸۱        |

## انیمیشن های کوتاه
همچنین ایران موفقیت‌های بسیار زیادی را در زمینه فیلم‌های کوتاه انیمیشن در جشنوارهای بین‌المللی کسب نموده است که از میان آثار کوتاه ایرانی راه یافته به جشنواره بین‌المللی، می‌توان به تونل، «نگه دار پیاده میشم» و عروسک گمشده از معین صمدی، رنگ عشق به کارگردانی علی نوری اسکویی و پوتین (پویانمایی) به کارگردانی سید محسن پورمحسنی شکیب به عنوان اولین انیمیشن تولید ایران که موفق به نامزدی در بخش دانشجویی آکادمی اسکار شد، اشاره کرد.

## سریال های انیمیشنی
سریال‌های انیمیشنی یکی دیگر از فعالیت‌هایست که در زمینه پویانمایی در ایران انجام می‌شود که از محبوبیترین این مجموعه‌های تلویزیونی می‌توان به آثار مثل‌نامه، کلیله و دوستان، پهلوانان، فرزندان آفتاب، شکرستان، نبرد خلیج فارس ۲، وقتی بابا کوچک بود، دشت تمشک، کلاغ‌ها و خداوند لک لک‌ها را دوست دارد و ببعی (انیمیشن) و بچه‌های ساختمان گل‌ها اشاره نمود.
| ردیف | نام انیمیشن                  | سال ساخت     | شمار قسمت ها | شرکت سازنده                                |
| ---- | ---------------------------- | ------------ | ------------ | ------------------------------------------ |
| ۱    | پهلوانان                     | ۱۳۸۶_ تاکنون | ۸۵           | مرکز پویانمایی صبا                         |
| ۲    | ببعی                         | ۱۳۹۷ _تاکنون | ۲۰۸          | مرکز پویانمایی صبا                         |
| ۳    | بچه های ساختمان گل ها        | ۱۳۹۴ _۱۳۹۵   | ۹۱           | سازمان هنری رسانه ای اوج                   |
| ۴    | مثل نامه                     | ۱۳۹۷ _تاکنون | ۲۵۰          | مرکز پویانمایی صبا و موسسه فرهنگی هنری حور |
| ۵    | شکرستان                      | ۱۳۸۷ _۱۳۹۸   | ۱۳۴          | مرکز پویانمایی صبا                         |
| ۶    | خداوند لک لک ها را دوست دارد | ۱۳۷۹ _۱۳۸۰   | ۲۷           | مرکز پویانمایی صبا                         |
| ۷    | چل پله زیر زمین              | ۱۴۰۱         | ۳۹           | مرکز انیمیشن حوزه هنری                     |
| ۸    | رعنا دختر دهقان              | ۱۳۹۲ _۱۴۰۱   | ۵۲           | مرکز پویانمایی صبا                         |
| ۹    | کوچولوهای کنجکاو             | ۱۳۹۷         | ۱۲           | _                                          |
| ۱۰   | کوچول محله                   | ۱۴۰۲         | ۵۲           | شبکه اشراق                                 |
| ۱۱   | قصه های ریرا                 | ۱۳۹۳         | ۲۷۲          | مرکز پویانمایی صبا                         |
| ۱۲   | موتورها                      | ۱۴۰۲         | ۵۰           | سازمان سینمایی سوره                        |
| ۱۳   | جنگل فندق                    | ۱۳۹۹         | ۲۸           | موسسه فرهنگی هنری حور                      |
| ۱۴   | آنی و مانی                   | ۱۴۰۲         | ۲۶           | مرکز پویانمایی صبا                         |
| ۱۵   | خانه ما                      | ۱۳۸۲ _۱۳۹۴   | ۲۰۸          | مرکز پویانمایی صبا                         |

## تله فیلم
از دیگر فعالیت‌های پویانمایی ایران، می‌توان به حوزه تله فیلم‌های انیمیشن اشاره کرد که معرف بخشی دیگر از توانایی‌های فعالان پویانمایی ایران است؛ از جمله تله فیلم‌های «آقای مهربان» و «افسانه شهر قالی».